# Fantawild Land
Koordinaten: 28° 33′ 12″ N, 121° 34′ 17″ O
Fantawild Land (chinesisch 方特狂野大陆) ist ein chinesischer Freizeitpark in Taizhou, Zhejiang, der im Juli 2022 eröffnet wurde. Er wird von den Fantawild Holdings betrieben, die auch andere Freizeitparks in China betreiben.
Mit der Achterbahn Invincible Warriors besitzt der Park den Prototyp des Modells Renegade des Herstellers Vekoma.

## Liste der Achterbahnen
| Name                           | Typ                                 | Hersteller                            | Eröffnungsjahr |
| ------------------------------ | ----------------------------------- | ------------------------------------- | -------------- |
| Invincible Warriors / 勇甲天下 | Stahlachterbahn mit Inversionen     | Vekoma                                | 2022           |
| Pine Tree Rocket / 飞越狗熊岭  | Familienachterbahn, Shuttle Coaster | Vekoma                                | 2022           |
| Puppy Coaster / 柯基跑跑车     | Familienachterbahn, Big Apple       | Beijing Shibaolai Amusement Equipment | 2022           |